# Benington, Lincolnshire
Benington är en ort och civil parish i Storbritannien.   Den ligger i grevskapet Lincolnshire och riksdelen England, i den sydöstra delen av landet, 160 km norr om huvudstaden London. Benington ligger 5 meter över havet och antalet invånare är 569.
Terrängen runt Benington är mycket platt. Havet är nära Benington åt sydost.  Närmaste större samhälle är Boston, 7,4 km väster om Benington. 